# YLE Extra
YLE Extra是芬兰广播公司属下的電視频道，於2007年4月27日啟播。该频道於2008年1月1日停播，以臨時頻道YLE TV1+取代，並有固定字幕。

## 外部連結
- extra.yle.fi （页面存档备份，存于）